# Convento di Santa Caterina (Legnano)
Il convento di Santa Caterina è stato un centro di vita religiosa di Legnano dedicato a santa Caterina d'Alessandria.

## Storia
Il primo documento che cita questo convento di Umiliate è datato 1422. Il convento, che comprendeva anche una piccola chiesa, era situato tra il fiume Olona e la moderna via Diaz. Il complesso architettonico formato dal convento e dalla chiesa venne abbattuto nel 1925.
Tra le opere d'arte salvate dalla demolizione ci sono alcuni affreschi realizzati da Gian Giacomo Lampugnani riproducenti le Nozze mistiche di Santa Caterina e un bassorilievo in marmo che fungeva originariamente da chiave di volta della chiesa. Il bassorilievo è conservato presso il museo civico Sutermeister, mentre l'affresco è ospitato all'interno della Torre Colombera.
In questo convento dimorò e scrisse alcune sue opere Bonvesin de la Riva. Una leggenda legata a questo convento ha dato i colori e il soggetto dello stemma alla moderna Contrada Sant'Erasmo.